# Johannishospital (Leipzig)

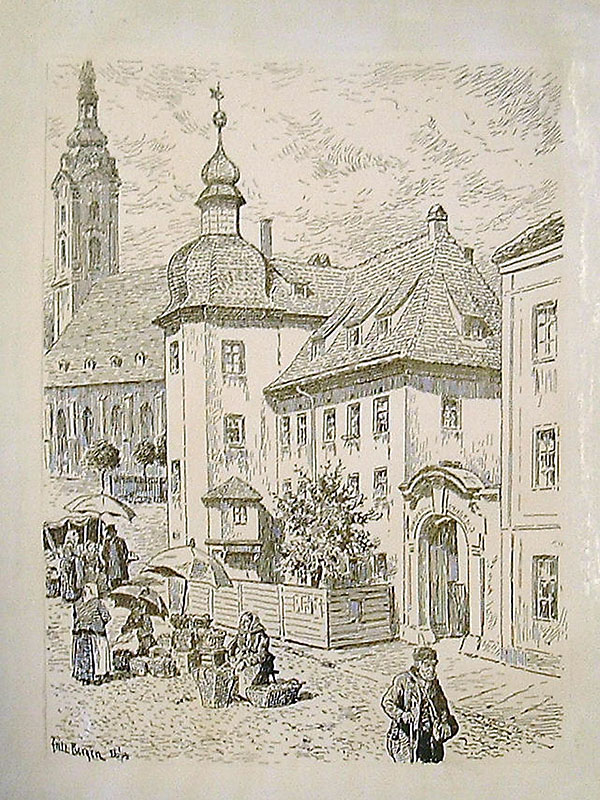
Das Alte Johannishospital mit der Johanniskirche um 1880, Federzeichnung von Fritz Berger

Das Johannishospital war eine vom Mittelalter bis ins 20. Jahrhundert bestehende soziale Einrichtung in der südöstlichen Vorstadt von Leipzig. Sie war nacheinander in zwei Gebäudekomplexen beheimatet, dem Alten und dem Neuen Johannishospital, die beide an der Hospitalstraße lagen, wie der Teil der heutigen Prager Straße zwischen Johannis- und Ostplatz bis 1950 hieß.

## Altes Johannishospital

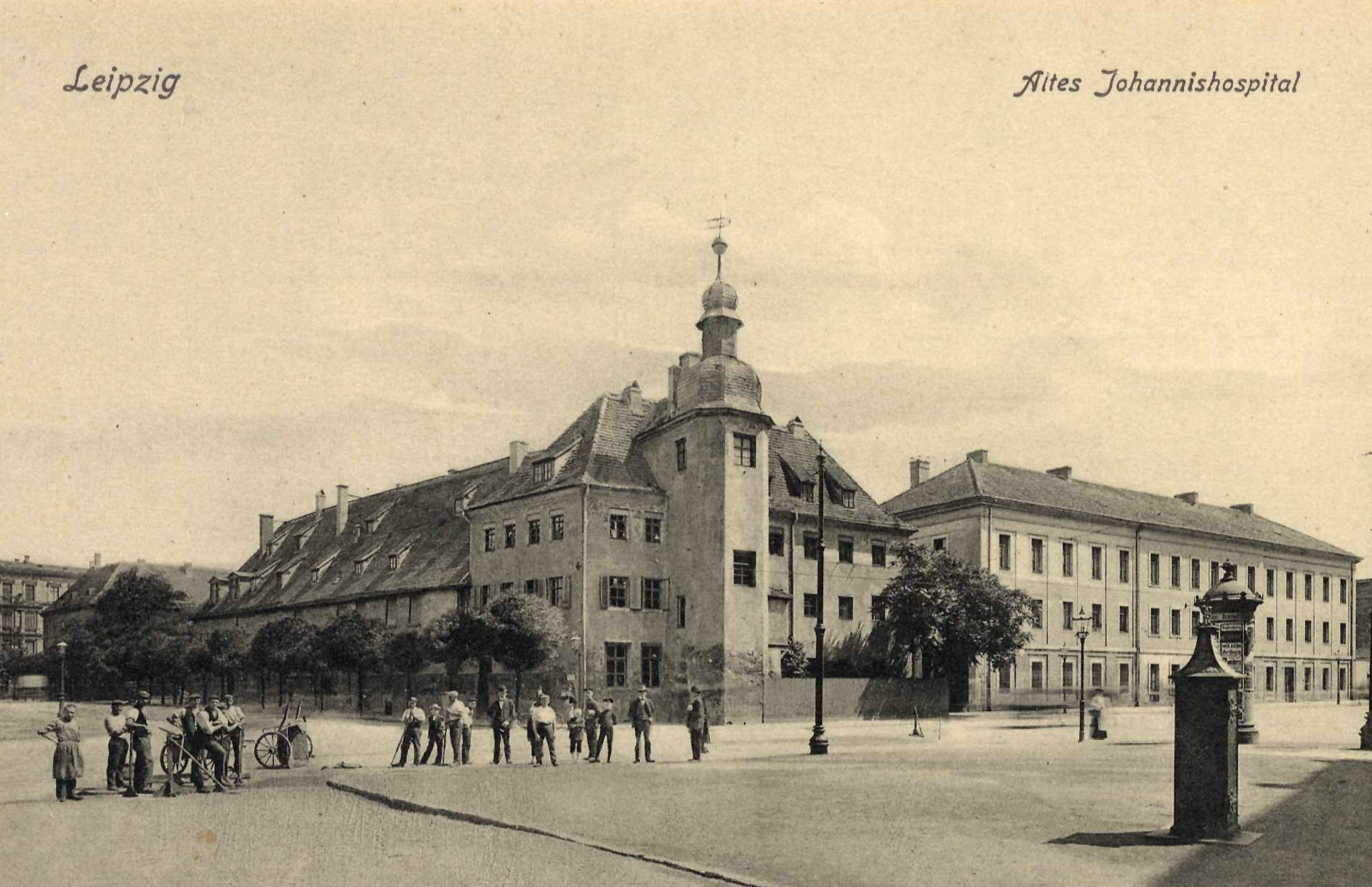
Altes Johannishospital, historische Postkarte

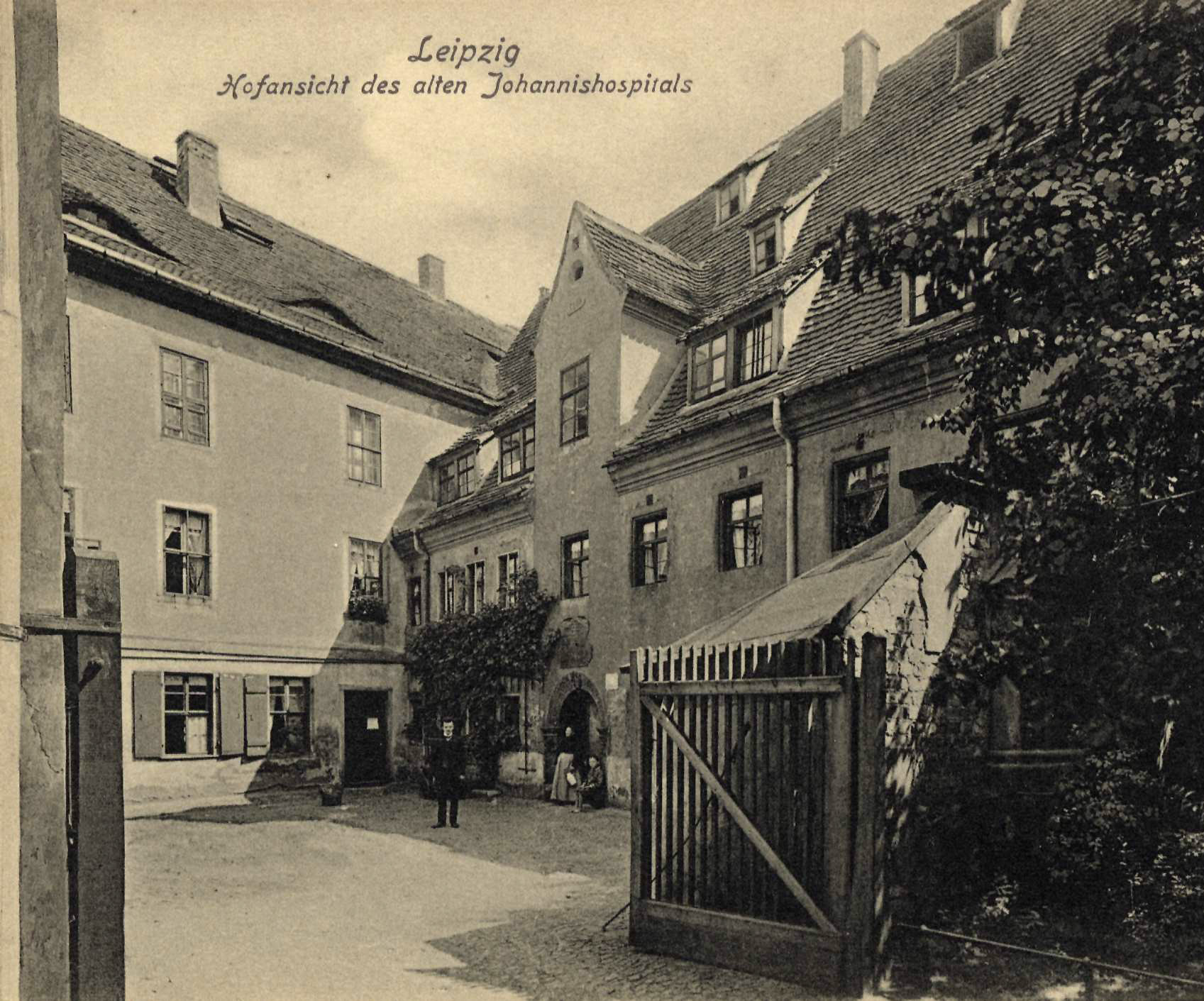
Der Hof des Alten Johannishospitals

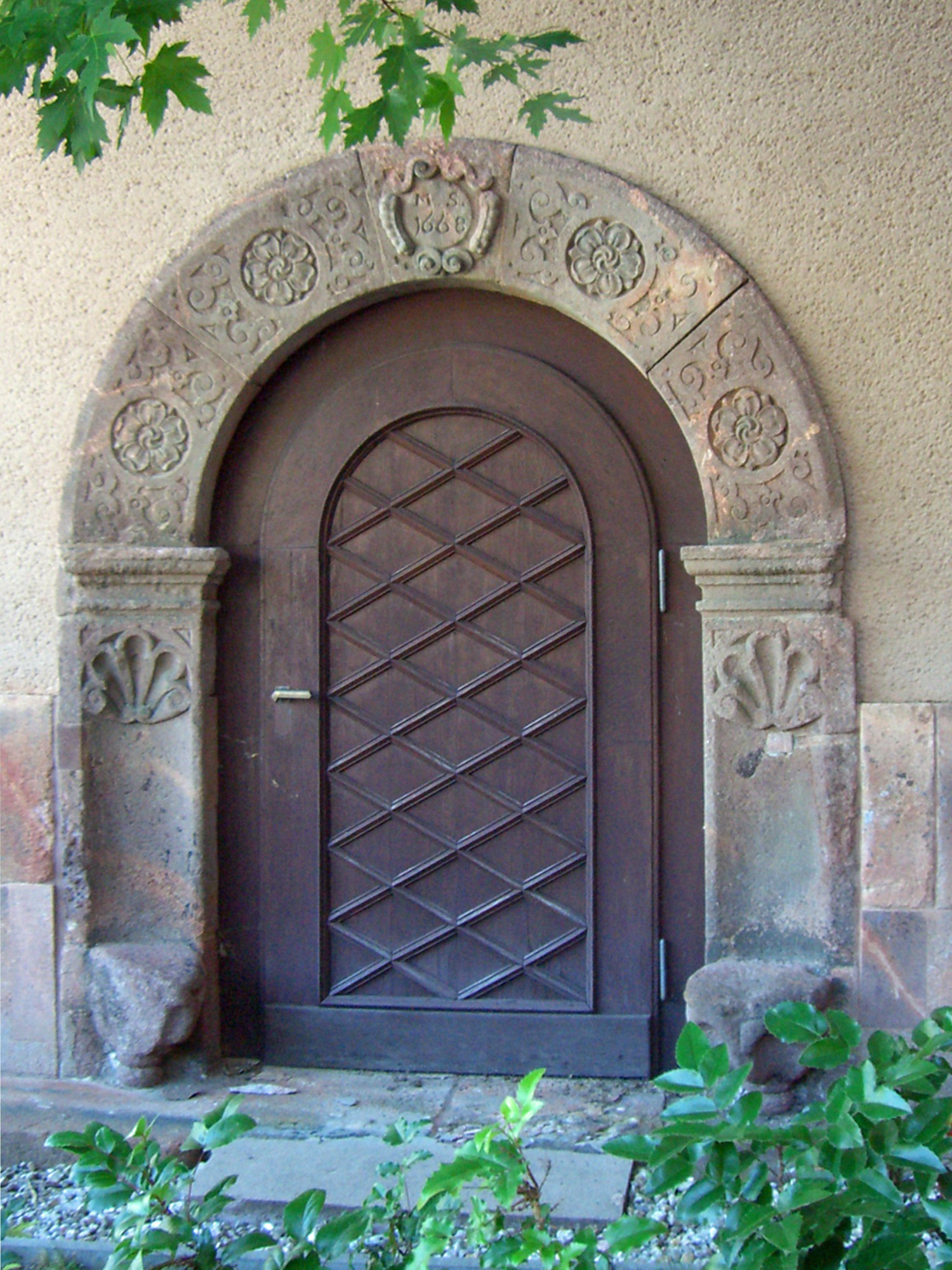
Sitznischenportal aus dem Hof des Alten Johannishospitals – jetzt am Grassimuseum

### Lage
Das Alte Johannishospital befand sich am Beginn der Hospitalstraße auf der nördlichen Seite, also von der Stadt aus gesehen hinter der Johanniskirche und gegenüber der Einmündung der Talstraße. Nördlich und östlich war es vom Alten Johannisfriedhof umgeben. An der Stelle des Alten Johannishospitals steht heute das Grassimuseum. (Karte)

### Geschichte
Die erste Erwähnung geht auf das Jahr 1278 zurück, als vier Morgen Land vor dem Grimmaischen Tore an die wegen der Ansteckungsgefahr aus der Stadt verbannten Leprakranken (Aussätzigen) verkauft wurden, die sich zu einer Art Genossenschaft zusammengeschlossen hatten. Es entstand dann hier bald das erste Gebäude und um 1300 eine Kapelle, die dem Schutzpatron der Aussätzigen Johannes dem Täufer geweiht war.
Ab 1391 befand sich das Hospital in städtischer Verwaltung. Seine Existenz wurde durch Privatvermögen der Erkrankten, Schenkungen und Stiftungen sowie Erträgen der Landwirtschaft auf den ihm inzwischen gehörenden Ländereien gesichert.
Als zwischen 1500 und 1550 die Lepra zurückging, wandte sich das Haus nun der Aufnahme geistig und andersartig dauerhaft körperlich Kranker zu (Siechenhaus). Eine besondere Rolle spielte dabei die Syphilis („Franzosenkrankheit“). Deshalb kam zum ersten Hauptgebäude, das später Oberhaus genannt wurde, bereits 1512 ein „Franzosenhaus“. Vorübergehend Kranke wurden in der sogenannten Schmierstube behandelt, in der auch Operationen vorgenommen wurden. Es gab auch eine Stube für durchreisende arme Leute.
Das Johannishospital wurde durch Brände und Kriege des Öfteren zerstört, so 1547 im Schmalkaldischen Krieg und 1631 im Dreißigjährigen Krieg. Es wurde aber immer relativ schnell wieder aufgebaut. 1744 wurde das alte Oberhaus abgerissen und an seiner Stelle ein neues dreistöckiges Gebäude errichtet.
Seit Mitte des 16. Jahrhunderts wurde das Johannishospital auch Alterssitz für hinreichend vermögende Leute, die sich in das Heim einkauften; es wurde ein sogenanntes Pfründnerheim. In den 1670er Jahren stimmte sich das Johannishospital mit dem nach dem Dreißigjährigen Krieg neu aufgebauten Georgenhospital hinsichtlich der Aufgaben und Insassen ab und wurde nun zum reinen Altersheim. 1676 verließen die letzten „Französer“ das Johannishospital. Neben denen, die sich selbst ins Altersheim eingekauft hatten, gab es aber auch unentgeltlich versorgte Insassen. In Notzeiten erhielten die Letzteren dann eine schmalere Kost. Ab 1755 wurden alle Insassen hinsichtlich der Verpflegung gleichgestellt.
1832 wurde auf dem Gelände des Johannishospitals aus Stiftungsmitteln des Leipziger Kaufmanns Johann Ludwig Hartz eine Ziehkinderanstalt errichtet, eine Einrichtung, die neben der direkten Betreuung von Waisenkindern für die Anleitung und Beaufsichtigung von Ziehmüttern zuständig war, die gegen Entgelt Waisenkinder in Pflege hatten.

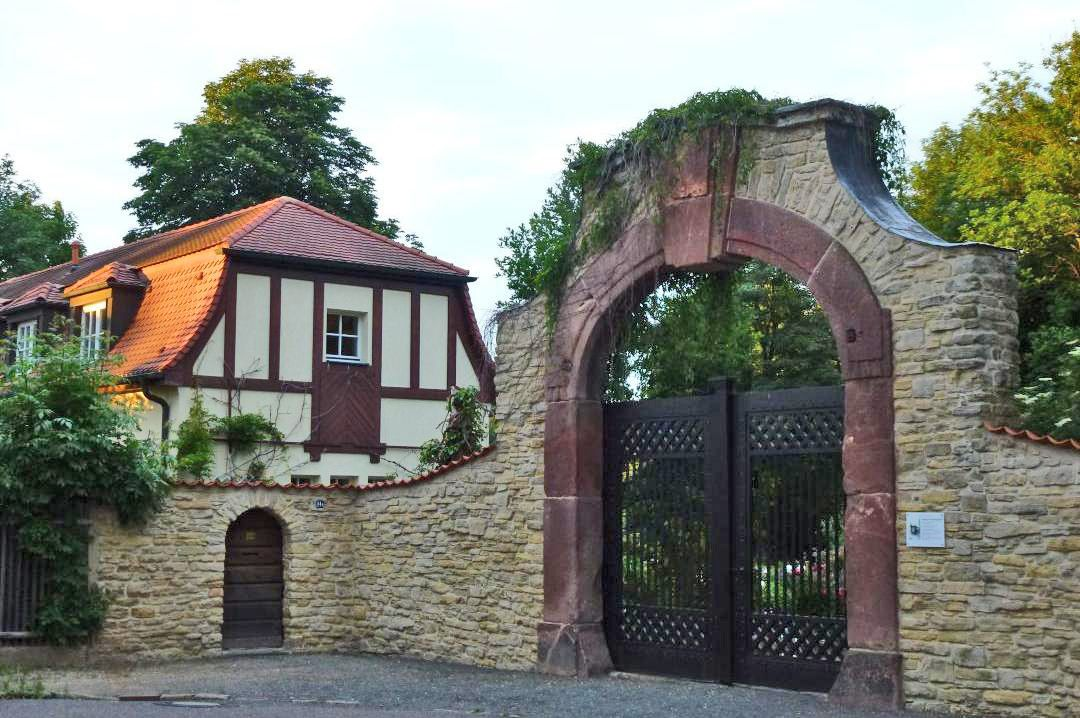
Torbogen des Johannishospitals, jetzt in der Auenstraße 14 in Böhlitz-Ehrenberg als Teil des ehemaligen Anwesens von Walter Schlobach.

Das 19. Jahrhundert brachte dem Johannishospital einen großen Zuwachs an Vermögen, so dass schließlich ein Neubau, das Neue Johannishospital, errichtet werden konnte. Nachdem 1872 alle Insassen des alten Hospitals in den Neubau umgezogen waren, wurde der alte Bau zu verschiedenen Zwecken genutzt. So wurden ab 1873 im ersten Stock die Sammlungen des Vereins für die Geschichte Leipzigs in größerem Umfang der Öffentlichkeit zugänglich gemacht. 1890 kam der zweite Stock dazu, der vorher vom Museum für Völkerkunde benutzt worden war. 1909 wurden die Sammlungen des Geschichtsvereins von der Stadt übernommen und im neu eröffneten Stadtgeschichtlichen Museum im Alten Rathaus untergebracht. 1928 wurde das alte Johannishospital abgerissen, um Platz für das neue Grassimuseum zu schaffen. Vom alten Johannishospital ist unter anderem ein Renaissance-Sitznischenportal erhalten, das beim Neubau des Grassimuseums als Erinnerungsstück neben dem Eingang des Museums angebracht wurde. Der barocke Torbogen des Johannishospitals steht dagegen heute auf Initiative von Walter Schlobach in der Auenstraße 14 in Böhlitz-Ehrenberg.

## Neues Johannishospital

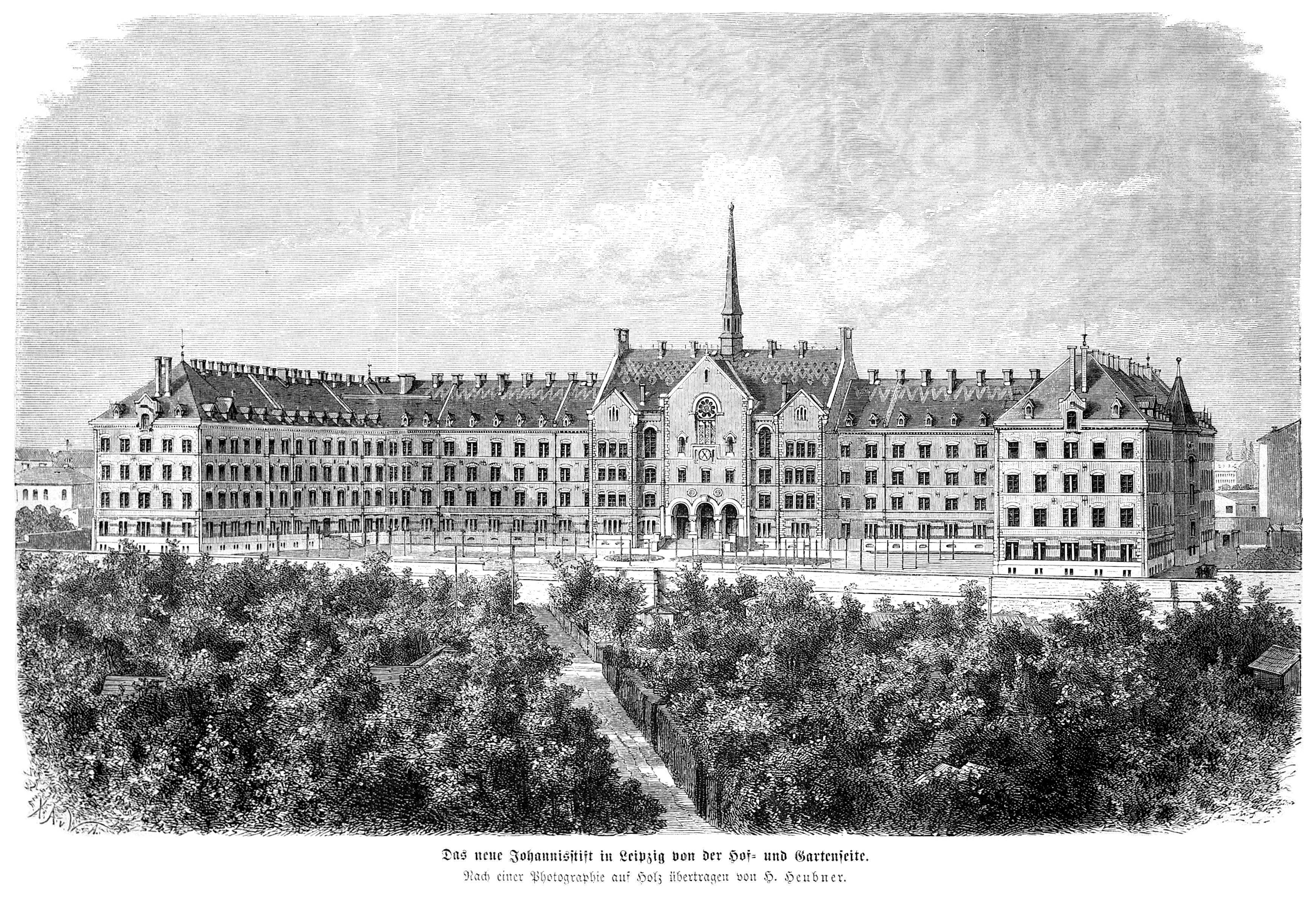
Neues Johannishospital vom Johannistal aus gesehen (Die Gartenlaube, 1872)

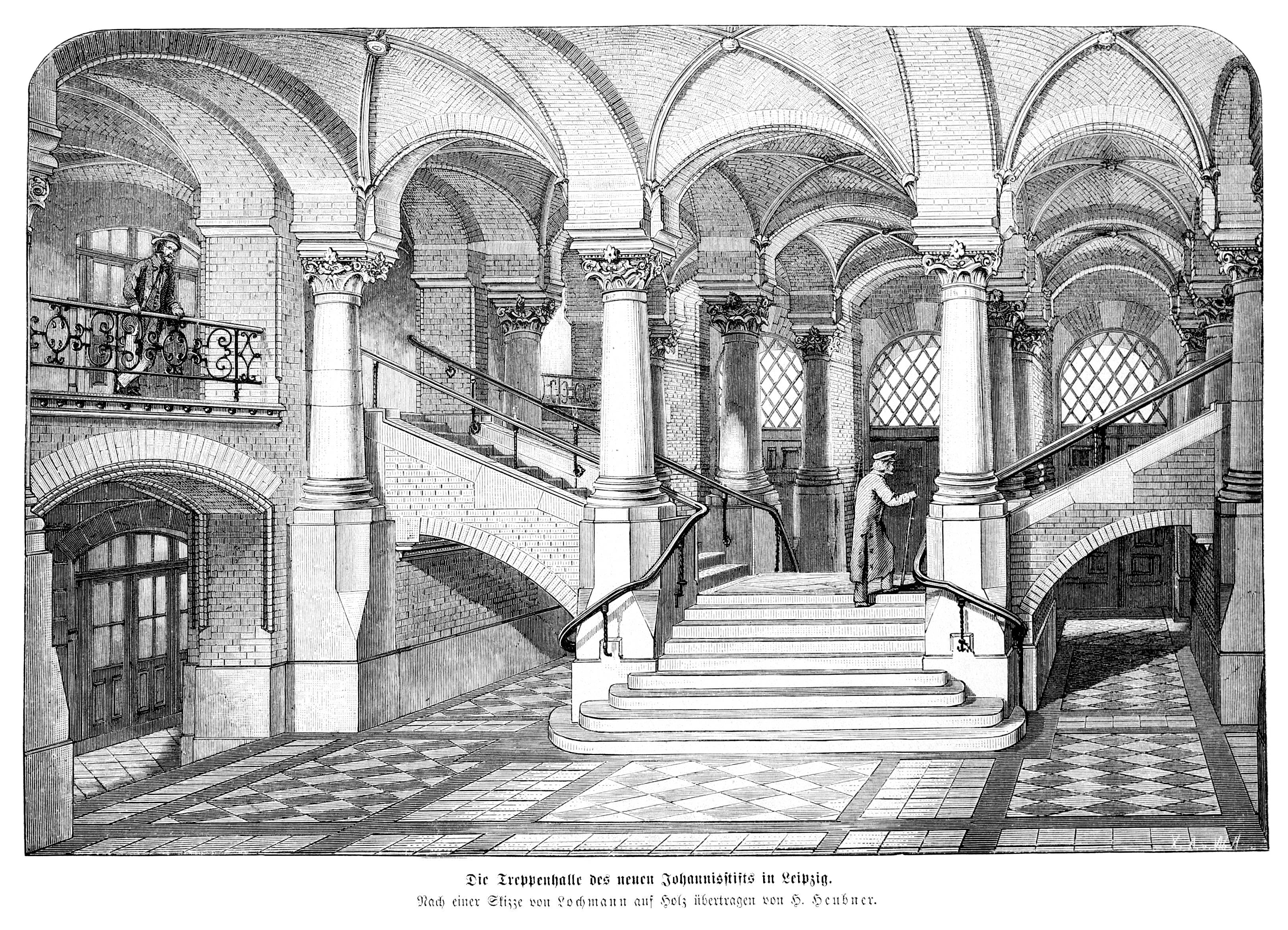
Treppenhalle im Neuen Johannishospital (Die Gartenlaube, 1872)

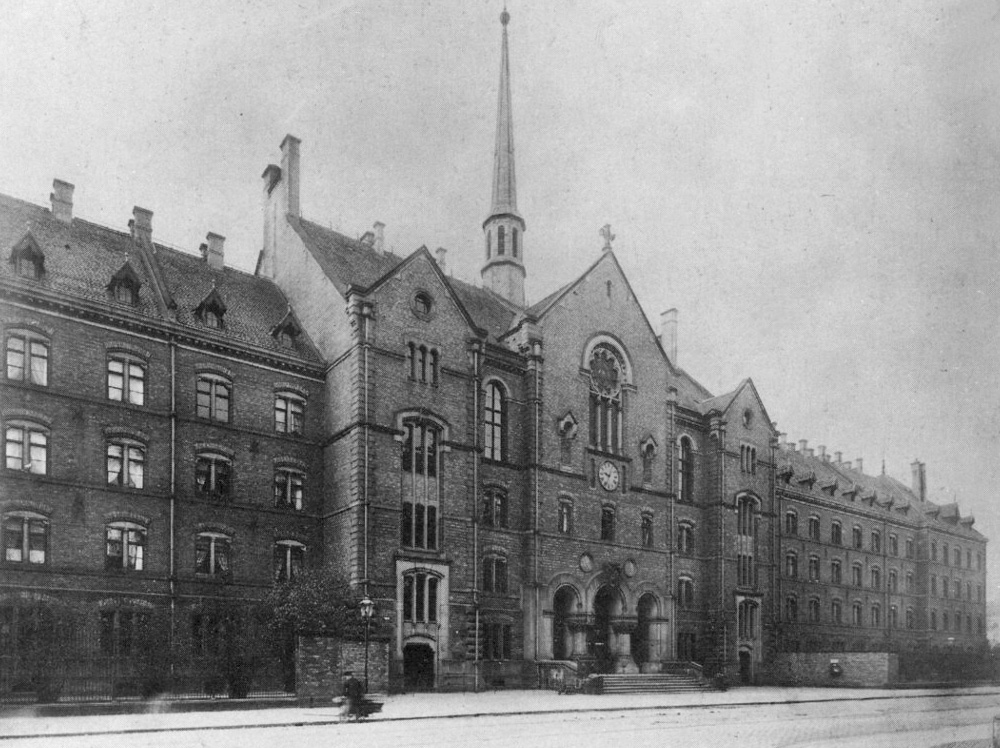
Straßenfront des Neuen Johannishospitals (um 1910)

### Lage
Das Neue Johannishospital (häufig auch Johannisstift genannt) lag weiter stadtauswärts auf der Südseite der Hospitalstraße zwischen den Einmündungen von Gerichtsweg und Teubnerstraße, also nahe dem Ostplatz. (→ Karte)

### Geschichte und Baubeschreibung
Ende der 1860er Jahre wurde ein Architekturwettbewerb zum Bau eines neuen Altenheims für die Bewohner des Johannishospitals und weitere hinzukommende ausgelobt, den Constantin Lipsius gewann, was ihm neben dem Auftrag auch den Ehrentitel eines (königlich sächsischen) Baurats einbrachte. Der Bau begann am 10. April 1869 und war im Frühjahr 1872 vollendet. Das Gebäude wurde am Rande des Johannistals errichtet, dessen Fläche dem Hospital gehörte. Bei der Aufschüttung des zum Teil drei Meter unter Straßenniveau liegenden Geländes mussten zahlreiche Kleingärten weichen.
Es entstand eine viergeschossige Dreiflügelanlage mit einer Längsausdehnung an der Hospitalstraße von 132,5 Metern und einer Höhe von 23,2 Metern. Die Hauptfassade war gegliedert in einen repräsentativen Mittelbau von 27,8 Metern Höhe mit einem Turmaufbau (bis zur Spitze 47,8 Meter hoch), zwei Zwischenbauten und zwei Eckpavillons. Der Mittelbau enthielt das zentrale Treppenhaus, den allgemeinen Krankensaal und die Bethalle. Rechts und links des Gebäudekomplexes befanden sich noch getrennte Wirtschaftsbauten.
Das Heim enthielt 214 Einzelzimmer, 54 Doppelzimmer für Eheleute und 6 Zimmer für mehrere Personen mit je einem Keller- und Bodenraum, so dass mit einer Gesamtkapazität von etwa 380 Personen gerechnet werden konnte. Die Zimmer wurden individuell ofenbeheizt bei einer zentralen Frischluftversorgung über das ganze Gebäude. Es gab eine zentrale Wasserver- und Abwasserentsorgung mit Absetzbecken. Die eigenen Möbel konnten mitgebracht werden.
Mittags- und Abendmahlzeiten wurden zentral zubereitet, für Frühstücksnahrung war gesorgt, die Zubereitung aber jedem selbst überlassen. Heizmaterial wurde gestellt. Anspruch auf einen Platz hatte jeder unbescholtene Leipziger über 60 Jahre, der sich verpflichtete, die Heimordnung einzuhalten und folgende finanzielle Regelung einging: Jede Person hatte ein einmaliges Einlagekapital von 200 Talern zu entrichten und zugleich das Johannishospital zum Erben ihres gesamten künftigen Nachlasses einzusetzen. Die zweite Bedingung hielt wohlhabende Menschen fern, die erste arme, obwohl in besonderen Fällen Nachlässe gewährt wurden. So kam die Hauptklientel des Heims aus Handwerkerkreisen.
Das Neue Johannishospital bestand bis 1943. Beim Luftangriff vom 4. Dezember 1943 wurde es zerstört und seine Ruine nach dem Krieg abgetragen. Die nordwestliche Hälfte des Geländes wurde in den 1960er Jahren bei der Errichtung des Bürokomplexes der VVB Chemieanlagenbau einbezogen, der nach der „Wende“ für einige Jahre das technische Rathaus der Stadt war, das restliche Gelände blieb unbebaut.
Um 1900 hatte das Johannishospital in Leipzig-Thonberg an der Riebeckstraße als Erweiterung eine „Zweiganstalt I“ errichtet und bis 1912 benachbart an der Stötteritzer Straße zwischen Riebeck- und Kregelstraße eine „Zweiganstalt II“. Beide wurden im Zweiten Weltkrieg zum Teil beschädigt, danach wiederaufgebaut und erweitert. Die Letztere ist heute das Städtische Altenpflegeheim „Martin Andersen Nexö“.